# Elena (film 2011)
Elena (ros. Елена) – rosyjski dramat filmowy z 2011 roku w reżyserii Andrieja Zwiagincewa.
Światowa premiera filmu miała miejsce 21 maja 2011 podczas 64. MFF w Cannes, gdzie obraz prezentowany był w sekcji "Un Certain Regard" i otrzymał Nagrodę Jury. Polska premiera odbyła się 23 marca 2012 roku.

## Fabuła
Elena i Władimir to para starszych ludzi, oboje wywodzą się z różnych środowisk. Władimir jest zimnym i bogatym człowiekiem, natomiast sporo młodsza Elena to skromna kobieta i posłuszna żona. Ich trwające od dziesięciu lat małżeństwo jest dla każdego z nich drugie. Poznali się w wyniku zawodu Eleny – była ona pielęgniarką. Oboje bohaterów ma problemy ze swoimi dorosłymi już, lecz całkowicie nieporadnymi dziećmi. Władimir nie ma ochoty na ciągłe finansowanie bezrobotnego syna Eleny, Sergeja, i jego rodziny, choć dużo więcej pieniędzy przeznacza na finansowanie swej córki, Katii. Elena, która ofiarnie wozi pieniądze mieszkającemu pod Moskwą synowi, nie jest w stanie zmienić jego stanowiska. Pewnego razu podczas treningu Władimir doznaje zawału. Jest on wprawdzie niegroźny i Władimir wraca do domu po stosunkowo krótkim pobycie w szpitalu. Prowadzi on jednak do podjęcia przez Władimira decyzji, która zaważy na losach nie tylko Eleny, ale także jego i ich dzieci. Decyduje się sporządzić testament, aby w indywidualny sposób zadecydować o podziale majątku między żoną a córką w przypadku własnej śmierci.

## Obsada
- Nadieżda Markina jako Elena
- Andriej Smirnow jako Władimir
- Jelena Liadowa jako Katerina (córka Władimira)
- Aleksiej Rozin jako Siergiej (syn Eleny)
- Jewgienija Konuszkina jako Tatiana (żona Siergeja)
- Igor Ogurcow jako Aleksandr (syn Siergeja i Tatiany)
- Wasilij Miczkow jako adwokat
- Aleksiej Masłodudow jako Witek
- Jurij Borisow

i inni

## Nagrody i nominacje
64. MFF w Cannes
- nagroda: Nagroda Jury w sekcji "Un Certain Regard" − Andriej Zwiagincew

24. ceremonia wręczenia Europejskich Nagród Filmowych
- nominacja: Najlepsza Europejska Aktorka − Nadieżda Markina